# Blandfordia
Blandfordia ist eine Pflanzengattung und bildet allein die Familie Blandfordiaceae innerhalb der Ordnung der Spargelartigen (Asparagales).

## Merkmale
Die Arten sind ausdauernde, krautige Pflanzen mit einem knollenförmigen, kurzen Rhizom. An diesem sitzen faserförmige Wurzeln. Die Blätter sind bis zu einem Meter lang, wechselständig und stehen in zwei Zeilen (distich). Sie sind sitzend und umgeben scheidenartig das Rhizom, sodass eine zwiebelartige Struktur entsteht. Die Blattspreiten sind linealisch mit zahlreichen Parallelnerven. Die Spaltöffnungen sind anomocytisch und befinden sich nur an der Blattunterseite (abaxial).
Die Wurzeln besitzen Xylem-Gefäße mit einfachen oder treppenförmigen Durchbrechungen, Stamm und Blätter nur Tracheiden.
Die Blütenstände sind endständige Trauben mit bis zu 1,5 Metern Höhe und bis zu 20 Blüten. Die Blüten sind zwittrig. Der Blütenstiel entspringt in der Achsel kleiner Tragblätter und besitzt zwei Brakteen. Die sechs Blütenhüllblätter (Tepalen) sind zu einer glockigen Röhre verwachsen, mit sechs breiten Glockenzipfeln. Die Farbe ist rot-gelb, orange oder gelb.
Die Staubfäden der sechs Staubblätter sind zu einem Drittel bis zur Hälfte mit der Kronröhre verwachsen. Die latrorsen, dorsifixen Staubblätter besitzen zwei Theken mit je zwei Sporensäcken, die sich mit Schlitzen öffnen. Der Pollen ist ellipsoid, sulcat mit einer granulären Exine. Der Durchmesser beträgt 28 bis 50 Mikrometer.
Der oberständige Stempel besteht aus drei verwachsenen Fruchtblättern. Es gibt einen Griffel mit einer dreifurchigen Narbe. Die anatropen, bitegmischen und crassinucellaten Samenanlagen stehen in jedem der drei Fruchtknotenfächer in zwei Reihen an der zentralwinkelständigen Plazenta.
Die Frucht ist eine septizide Kapsel. Die Samen sind braun und mit haarähnlichen Papillen besetzt. Das reichliche Endosperm ist stärkefrei.
Stärke wird in der Wurzelrinde und in den Blattscheiden gebildet; die Blattspreiten sind stärkefrei. Es wurden auch Chelidonsäure, Flavon-C-Glykoside und Cyanidin-Glykoside nachgewiesen.
Die Chromosomengrundzahl beträgt x = 17 und x = 27.

## Blütenökologie
Die Blüten werden meist von Vögeln aus der Familie der Honigfresser (Meliphagidae) bestäubt (Ornithophilie). Blandfordia grandiflora in den Blue Mountains ist jedoch selbstbestäubend, während die Tiefland-Populationen selbst-steril sind.
Die Blütenbildung ist auch abhängig vom Nährstoffgehalt des Bodens. In den fünf Jahren nach einem Feuer blühen die meisten Pflanzen ein- bis zweimal, länger nach einem Brand nicht mehr.

## Verbreitung

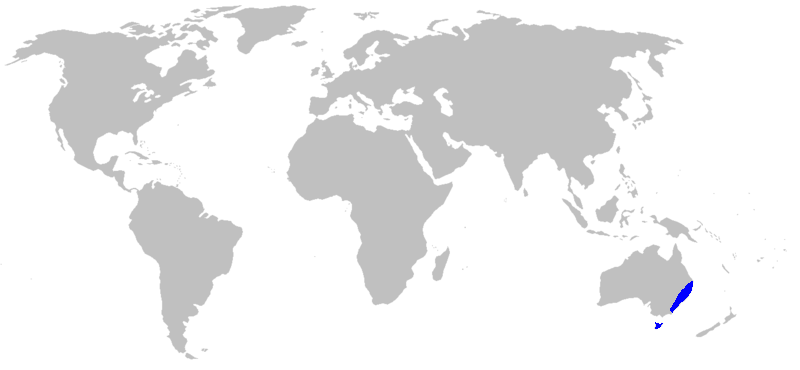
Verbreitungskarte

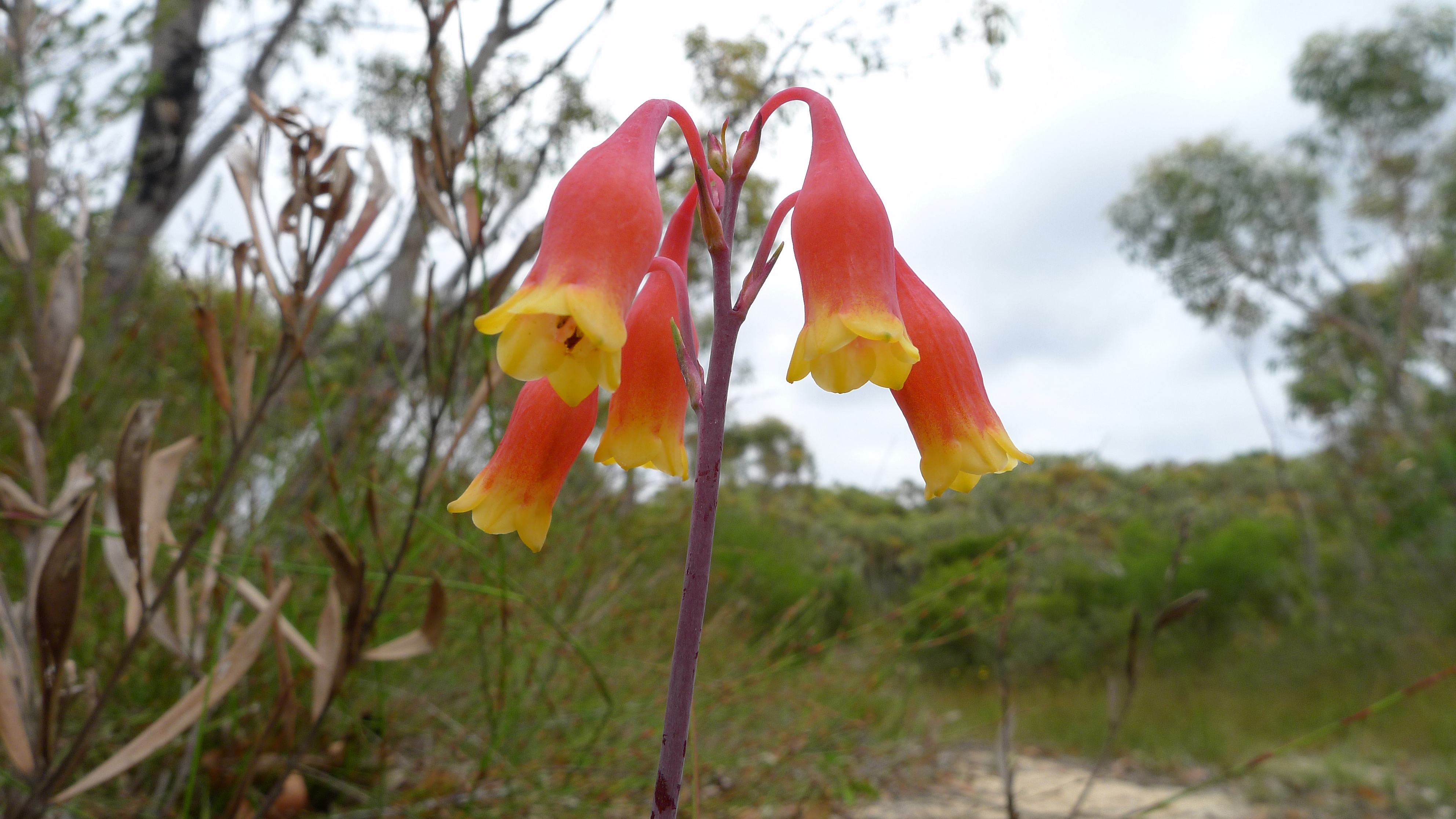
Blandfordia nobilis

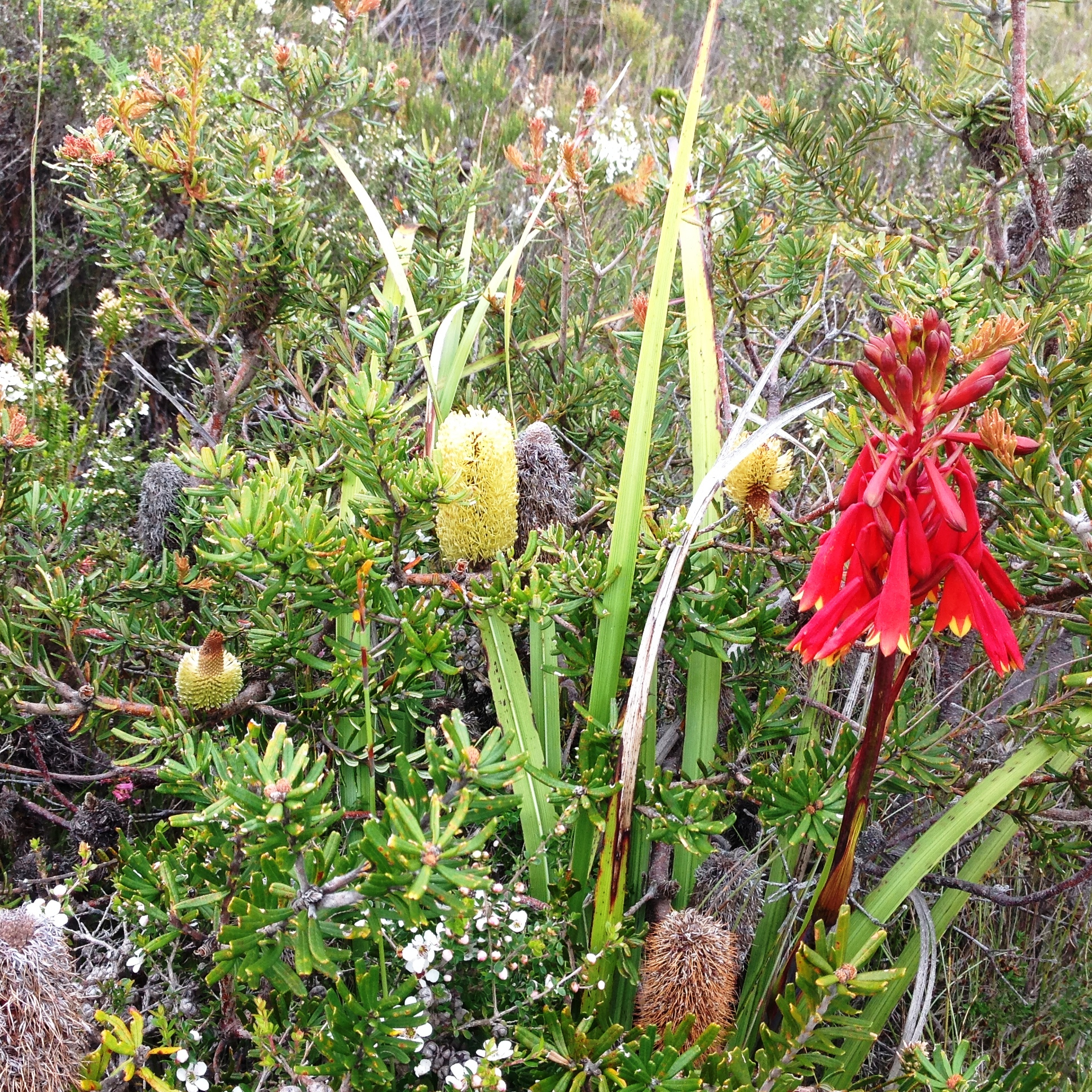
Weihnachtsglocke (Blandfordia punicea)

Die Gattung ist in Australien endemisch. Sie kommt hier nur im Südosten des Festlandes und auf Tasmanien in den subtropischen und temperaten Bereichen vor. Sie kommen hauptsächlich in den Heiden vor, besonders in saisonal überfluteten Standorten. Die Hauptverbreitung liegt in küstennahen Gebieten unter 1000 m. Einige isolierte Populationen gibt es in den Blue Mountains.

## Systematik
Innerhalb der Ordnung Asparagales bilden die Blandfordiaceae zusammen mit den Boryaceae, Lanariaceae, Asteliaceae und Hypoxidaceae eine Klade. Die Familie besteht aus der einzigen Gattung Blandfordia Sm. mit vier Arten:
- Blandfordia cunninghamii Lindl.: Sie kommt in New South Wales vor.[1]
- Blandfordia grandiflora R.Br.: Sie kommt vom südöstlichen Queensland bis ins nordöstliche New South Wales vor.[1]
- Blandfordia nobilis Sm.: Sie kommt im östlichen New South Wales vor.[1]
- Weihnachtsglocke (Blandfordia punicea (Labill.) Sweet): Sie kommt in Tasmanien vor.[1]

## Botanische Geschichte
Die Gattung wurde von James Edward Smith 1804 anhand der Blandfordia nobilis erstbeschrieben und zu Ehren von George Spencer Churchill, Marquess of Blandford (1766–1840), benannt. Bis 1845 waren auch die weiteren drei Arten der Gattung bekannt.
Im 19. Jahrhundert war die Gattung in England eine beliebte Zierpflanze.